# Таловый (Приморский край)
Таловый — посёлок в Пограничном районе Приморского края России. Входит в состав Пограничного городского поселения.

## История
30 марта 1995 года на военном складе 5-й армии Дальневосточного федерального округа в районе посёлка произошло возгорание, в результате чего последовал взрыв. Взрыв уничтожил до 200 условных вагонов боеприпасов: огромное количество патронов, артиллерийских мин и, главное, противотанковых реактивных комплексов и переносных зенитно-ракетных комплексов.

## Население
| 2002 | 2010 |
| ---- | ---- |
| 250  | ↘209 |

## Улицы
В посёлке имеется одна улица: Центральная.